# 1987 SE13
1987 SE13 är en asteroid i huvudbältet som upptäcktes den 27 september 1987 av den belgiske astronomen Henri Debehogne vid La Silla-observatoriet.
Asteroiden har en diameter på ungefär 12 kilometer och den tillhör asteroidgruppen Themis.